# Martin Kraus (sciatore)
Martin Kraus (21 novembre 1980) è un ex sciatore alpino tedesco.

## Biografia
Kraus, originario di Schliersee e attivo dal dicembre del 1995, esordì in Coppa Europa il 12 gennaio 1998 ad Altenmarkt-Zauchensee in discesa libera, senza completare la prova; ai Mondiali juniores di Québec 2000 vinse la medaglia d'argento nel supergigante e quella di bronzo nella discesa libera. In Coppa del Mondo disputò due gare, la discesa libera e il supergigante di Garmisch-Partenkirchen del 22 e 23 febbraio 2003, classificandosi rispettivamente al 40º e al 46º posto; in Coppa Europa ottenne il miglior piazzamento il 12 marzo dello stesso anno a Piancavallo in supergigante (8º) e prese per l'ultima volta il via il 27 gennaio 2004 a Tarvisio in discesa libera (83º). Si ritirò al termine di quella stessa stagione 2003-2004 e la sua ultima gara fu uno slalom gigante FIS disputato il 1º aprile a Sölden; non prese parte a rassegne olimpiche o iridate.

## Palmarès

### Mondiali juniores
- 2 medaglie:
  - 1 argento (supergigante a Québec 2000)
  - 1 bronzo (discesa libera a Québec 2000)

### Coppa Europa
- Miglior piazzamento in classifica generale: 107º nel 2003

### Campionati tedeschi
- 3 medaglie:
  - 3 bronzi (supergigante nel 1999; discesa libera, supergigante nel 2000)